# Gogoro

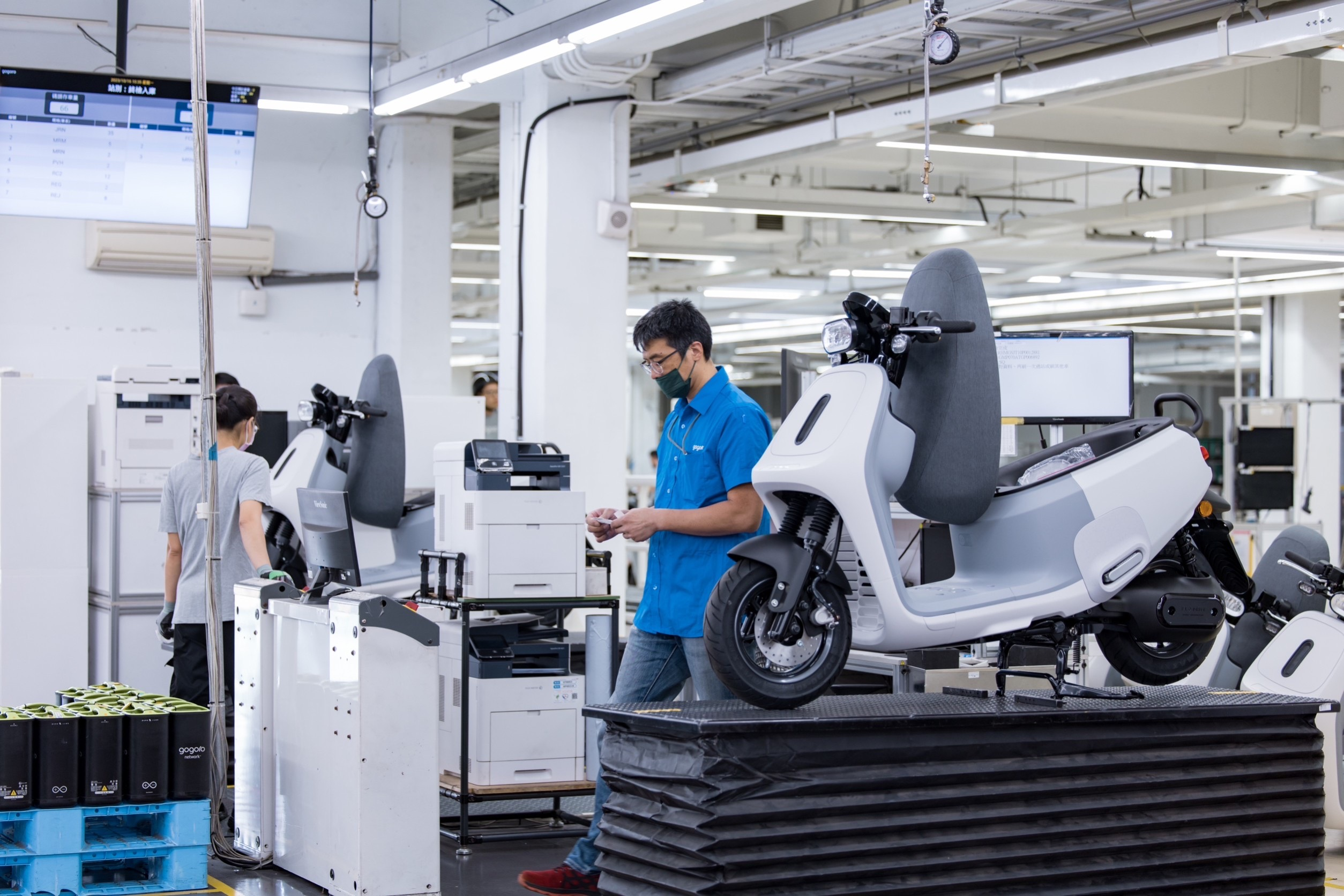
Gogoro廠房生產線內部

睿能創意股份有限公司（英語：Gogoro Inc.）簡稱睿能創意，是一家開發、銷售電動機車及電池更換設備的企業公司。Gogoro於2011年8月29日在中華民國核可設立，代表人為黃昱錡，在台灣持有兩座工廠，位於桃園市龜山區大華里頂湖路33號1、2樓，以及桃園市龜山區大華里頂湖路20號1、2、3樓（睿能創意股份有限公司二廠），工廠負責人皆為陸學森，負責製造Gogoro Smartscooter、Gogoro eeyo 自行車。Gogoro並有經營一般店與「都會概念店」共兩種門市，前者是銷售與保養服務網點、後者是增設休息站的俱樂部型態店面。
Gogoro旗下持有睿能創意營銷股份有限公司（Gogoro Taiwan Sales And Services Limited），負責在台的銷售及服務；以及英屬開曼群島商睿能新動力股份有限公司台灣分公司（Gogoro Network [Cayman], Taiwan Branch），營運資金為新台幣17億元，負責Gogoro能源網路的營運。
Gogoro的第一款消費性產品是Gogoro Smartscooter，於2015年1月在拉斯维加斯消費電子展（CES）展示，同場發表Gogoro Energy Network的電池交換網路。

## 歷史
2011年，Gogoro由陸學森和Matt Taylor創立。成立之初，Gogoro從尹衍樑和王雪紅獲得5,000萬美元的種子基金。2014年10月，Gogoro再從投資者募集額外的1億美元的B輪融資。2015年11月，Gogoro宣布Panasonic與行政院國家發展基金的新一輪投資，將Smartscooter的創新者資本增加到1.8億美元。
2015年3月30日，Gogoro全球體驗中心（Global Experience Center，GEC）於台北市信義區松壽路18號開幕；隨後於2017年5月31日關閉。2015年11月17日，Gogoro參展義大利米蘭國際機車展（EICMA 2015），宣布預計於2016年夏季在荷蘭開設歐陸第一間Gogoro體驗店。2016年12月7日，在第22屆聯合國氣候變化綱要公約締約國大會之後，陸學森宣告將朝潔淨能源邁進。
2017年9月20日，Gogoro宣布完成第三輪增資，再募得3億美金（約90.23億新台幣），新入股的全球投資人包括新加坡投資公司淡馬錫、美國前副總統高爾創立的Generation Investment Management、法國能源ENGIE集團，以及日本商社住友商事集團。
2017年10月20日，Gogoro Taiwan睿能創意股份有限公司宣布「Gogoro 2系列車型免費更換龍頭電磁閥自主性召回改正服務」，此為Gogoro開賣旗下所有車款以來的首次召回，受影響的車輛數約為1.2萬。2018年6月8日，Gogoro公布「Gogoro免費車輛端電池連結器自主性召回改正服務」，此為Gogoro 1系列第一次召回、Gogoro 2系列第二次召回，將為車輛電池連接器免費安裝微型彈簧，強化訊號傳輸，並對車輛電池連接器提供終身保固。
2018年9月11日，日本Yamaha發動機株式會社與Gogoro Inc.共同宣布，對台灣市場電動車輛的商業合作案展開檢討，預計在2018年內簽署正式合約，以Gogoro車款為基礎，進行Yamaha的品牌設計，委由Gogoro生產，透過台灣山葉機車的通路銷售。
2018年10月7日，Gogoro與民間車主社團合作，舉辦「金氏騎蹟」挑戰「最大規模電動機車遊行」金氏世界紀錄活動。共1,303名Gogoro車主於凌晨聚集新北市三重幸福水漾公園區停車場，一同參與快閃台北橋，連續騎乘3.2公里，車與車之間不得低於兩個車身，最終由認證官John Garland宣布Gogoro創下「最大規模電動機車遊行」金氏世界紀錄。
2019年4月3日，Gogoro宣佈在其桃園龜山廠內斥資新台幣50億打造第三條Gogoro智慧電池產線。7月22日，Gogoro宣布Gogoro Energy Network更名為Gogoro Network，成為獨立事業體，專注於提供開放式的智慧電池交換平台及智慧移動服務。
2021年4月21日，Gogoro宣布與印度最大機車集團Hero MotoCorp合作，不只合作開發品牌電動機車，還將合資在印度共組智慧電池交換網路公司。。
2021年9月14日，據知情人士透露，專門從事電池交換技術的台灣初創公司 Gogoro 正在談判透過與 Poema Global Holdings Corp. 的合併上市。知情人士說，這筆交易將使合併後的公司估值達到 10 億美元或更多。知情人士說，最快可能在本週發佈公告。
2021年10月11日，Gogoro正式宣布將以電池交換系統之姿在杭州落地，首批聯手中國電摩巨頭雅迪、大長江機車等，正逢該地政府出台了禁止騎行電動車不規範充電的新規，Gogoro Network產品以愛換換的全新子品牌，進軍中國大陸市場（不含港澳），並於2022年將換電網路擴展到更多城市。
2022年3月，Gogoro攜手輝能科技，發表全球首顆「交換式」電動機車固態電池。
2022年9月，Gogoro 2系列進入以色列市場，將會在首都特拉維夫部屬電池交換系統，新加坡方面也與JC&C展開試點計劃，合作順利將在一年後取得當地認證，在與印尼合作之後持續進軍東南亞。
2024年9月13日，Gogoro在一系列失誤後，包含客服、收費等問題與盈利長期不見起色下，投資方宣布結構的重大戰略改革，因補貼爭議陷入風暴創辦人兼董事長暨執行長陸學森先生正式辭去公司董事長及執行長職務，並即刻生效。接任董事長的是潤成投控董事長暨潤泰集團法務長曾達夢先生，原 Gogoro 台灣總經理姜家煒則被任命為代理執行長。
2024年10月1號，經濟部審議結論出爐並表示，尚無足夠證據認定被檢舉的車款違反國產化規定。

## 產品與服務

### Gogoro Smartscooter

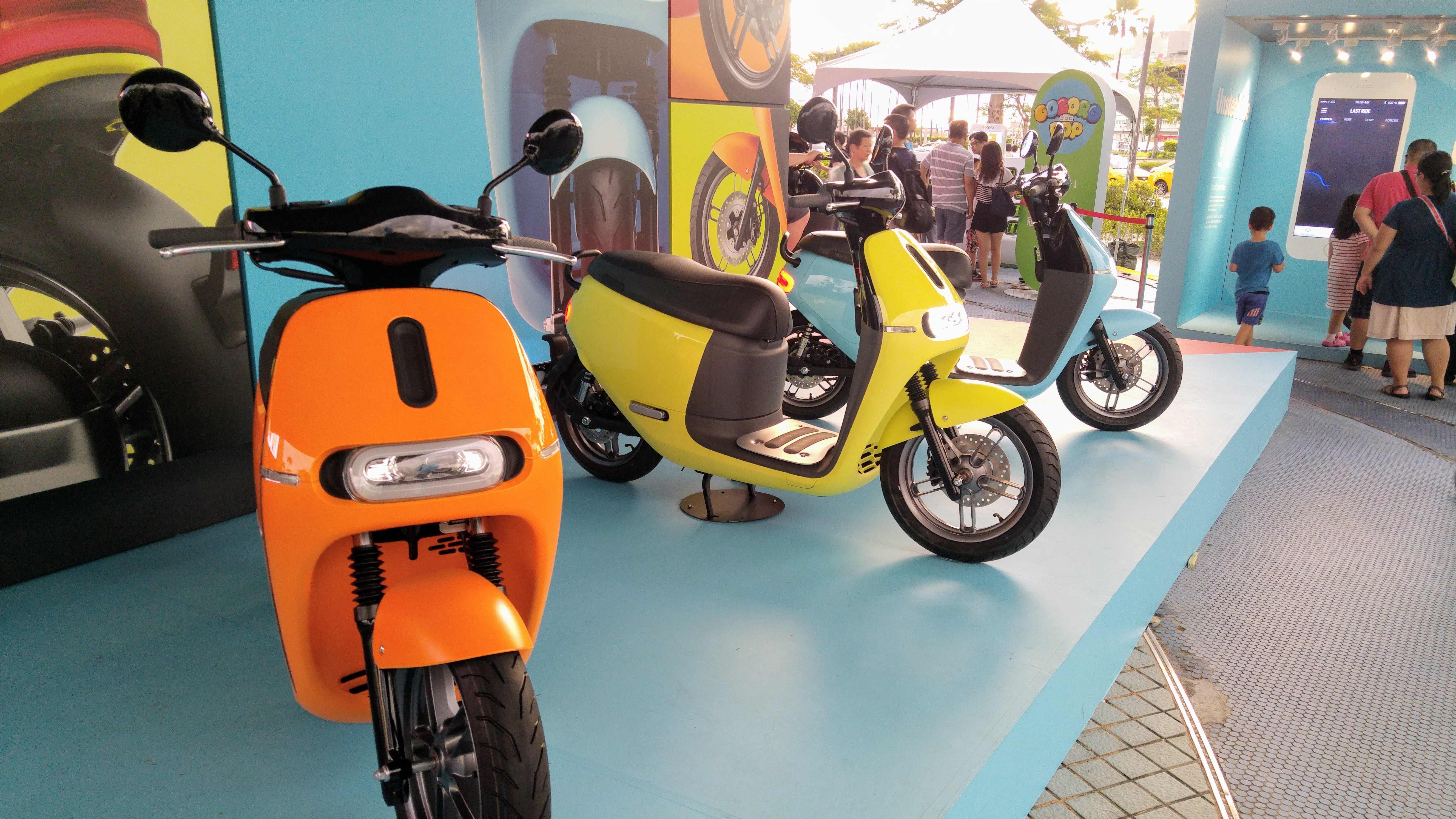
Gogoro 2 Series上市初期於Gogoro Wonderland 的實體展車

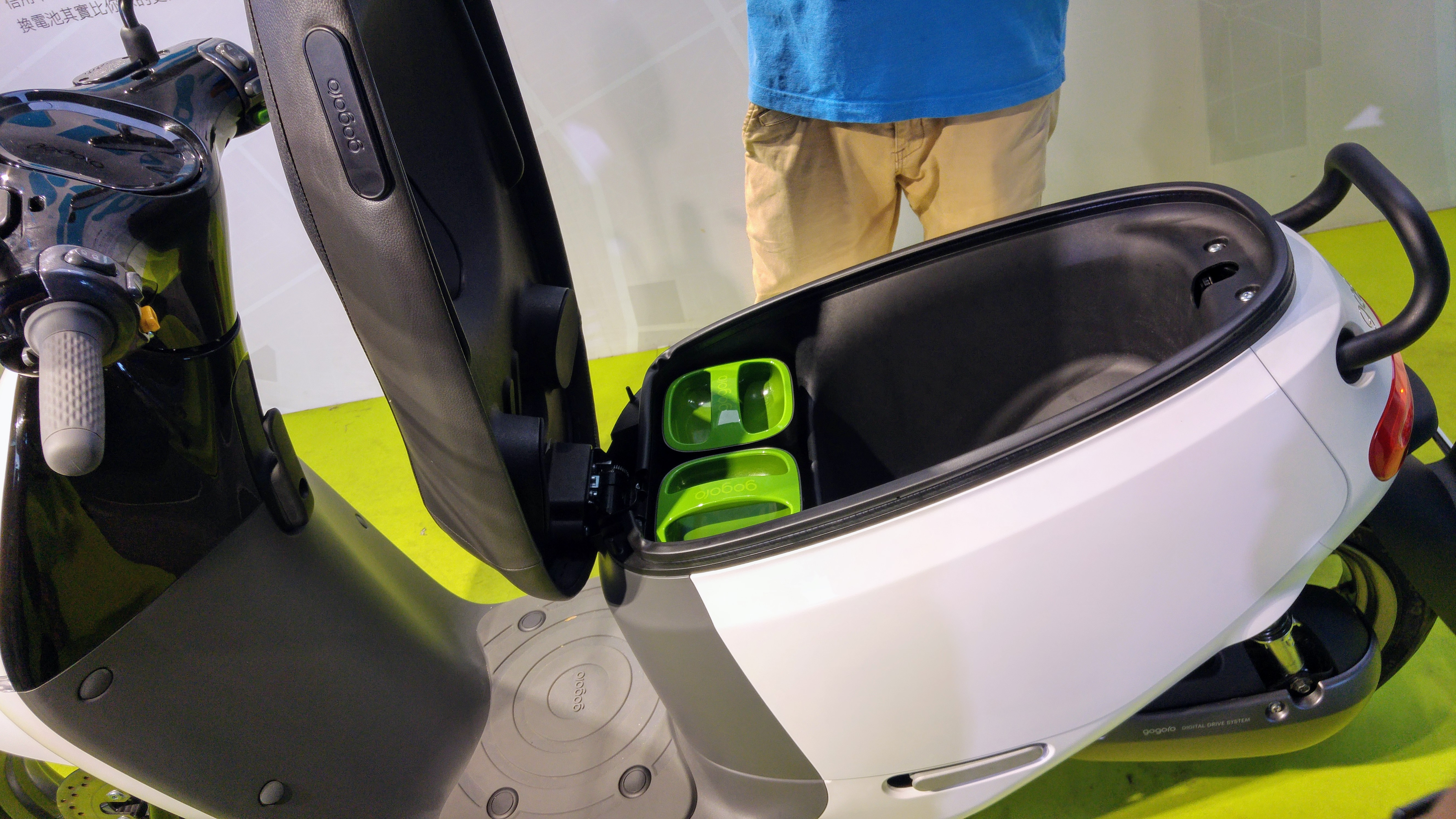
Gogoro 2 Plus開啟坐墊後，可見作為電力來源的兩個Gogoro智慧電池

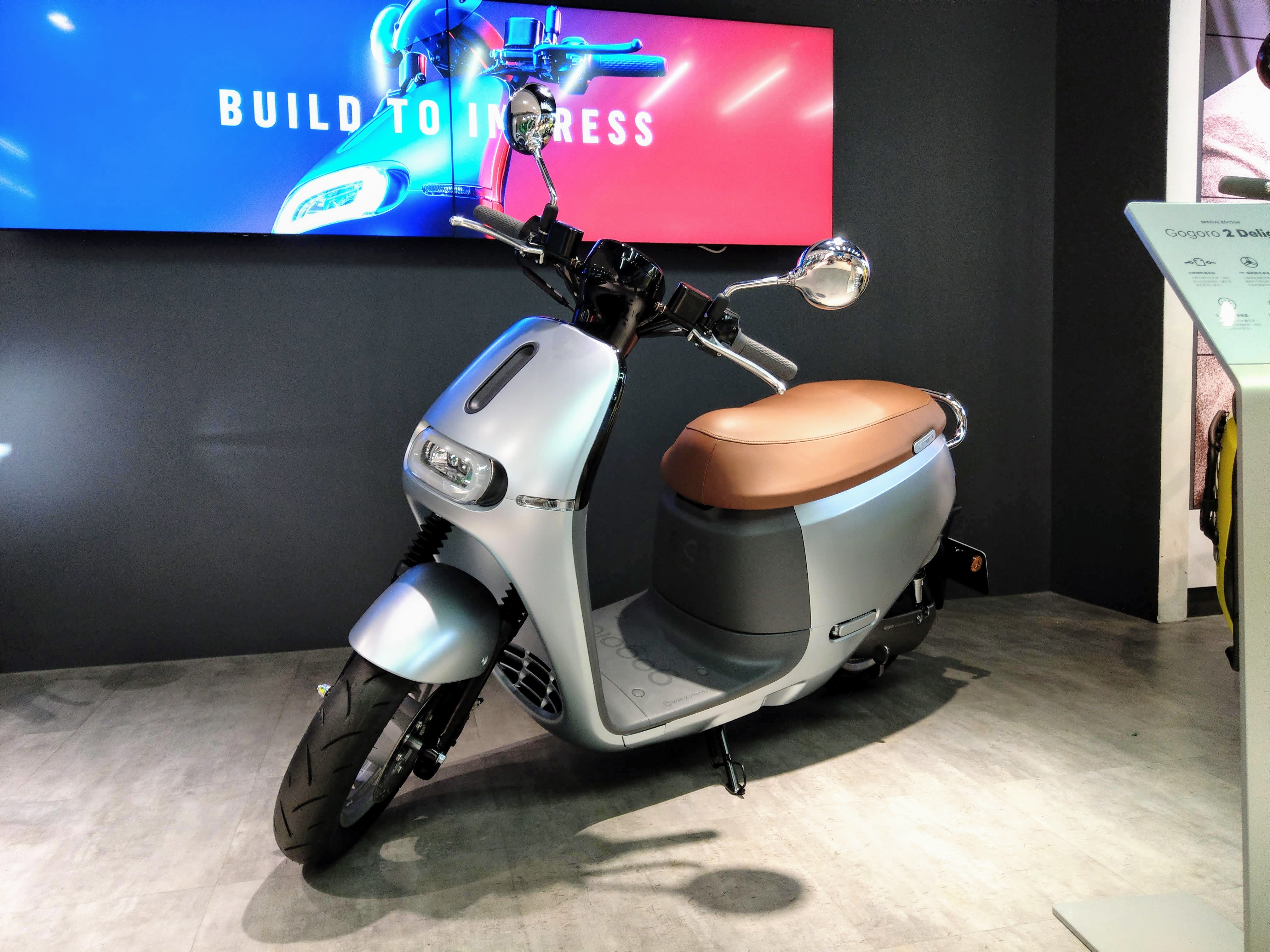
Gogoro 2 Delight Series

Gogoro Smartscooter是由Gogoro生產的電動機車系列，採用Gogoro智慧電池串聯供應電力，在台灣的主要商業模式為電池租賃，不允許使用者買斷，補充能源需要透過Gogoro Network建置的GoStation電池交換站進行快速電池交換，Gogoro 2 Series、Gogoro 3 Series、Gogoro Viva Mix Series的使用者，可以選購GoCharger Mobile自行充電。

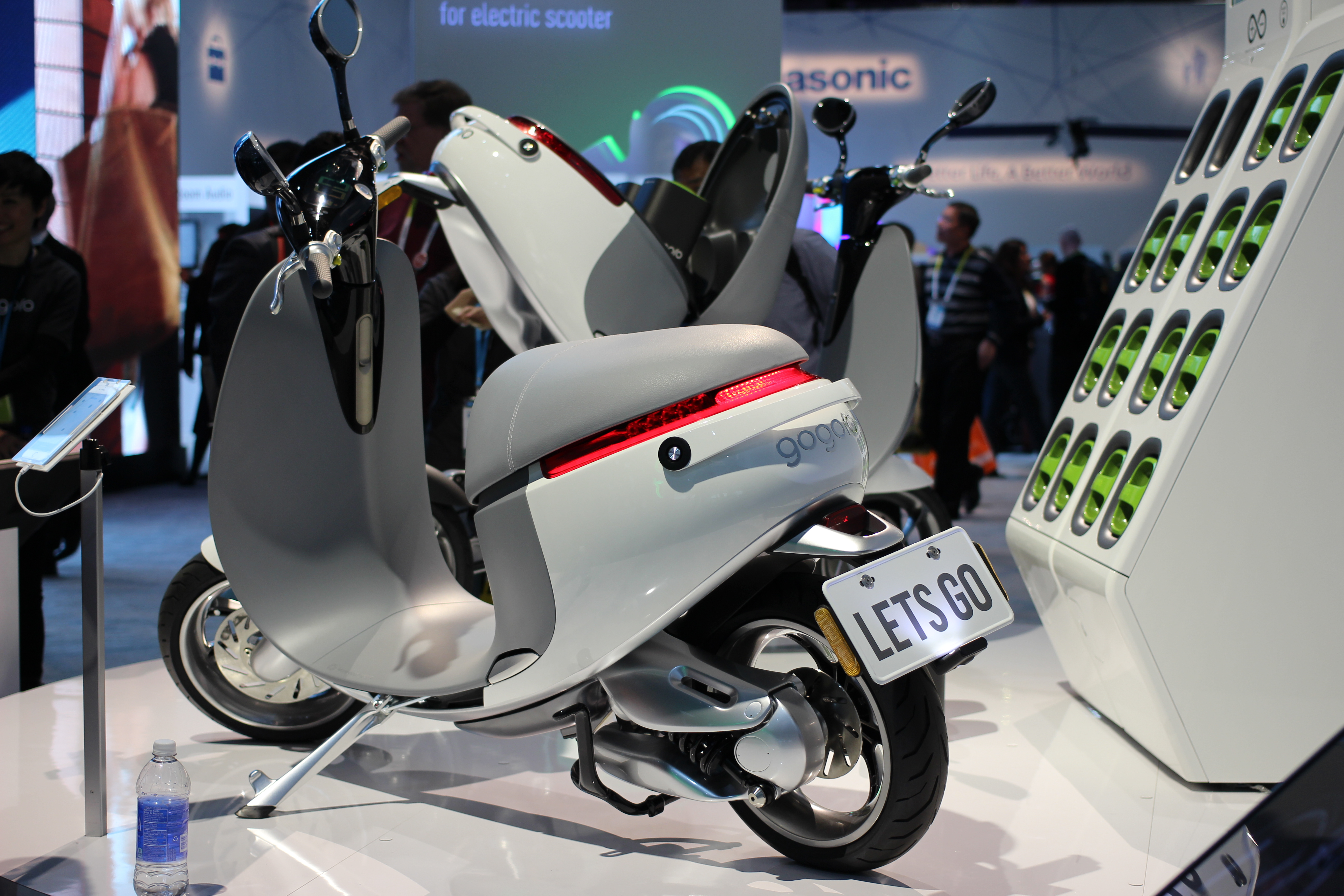
Gogoro 1 Series首次在CES 2015上亮相

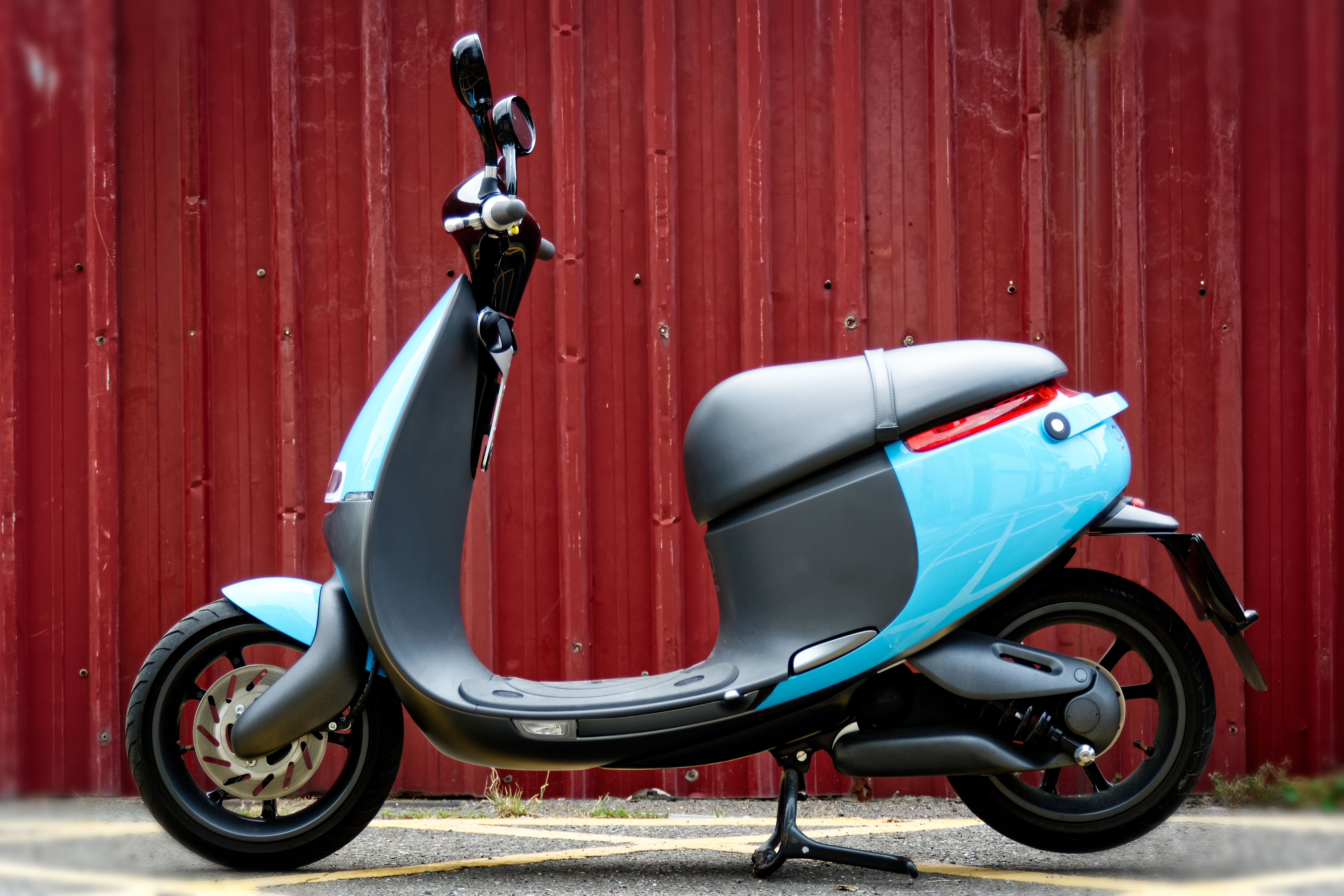
2017年式的Gogoro 1 Plus

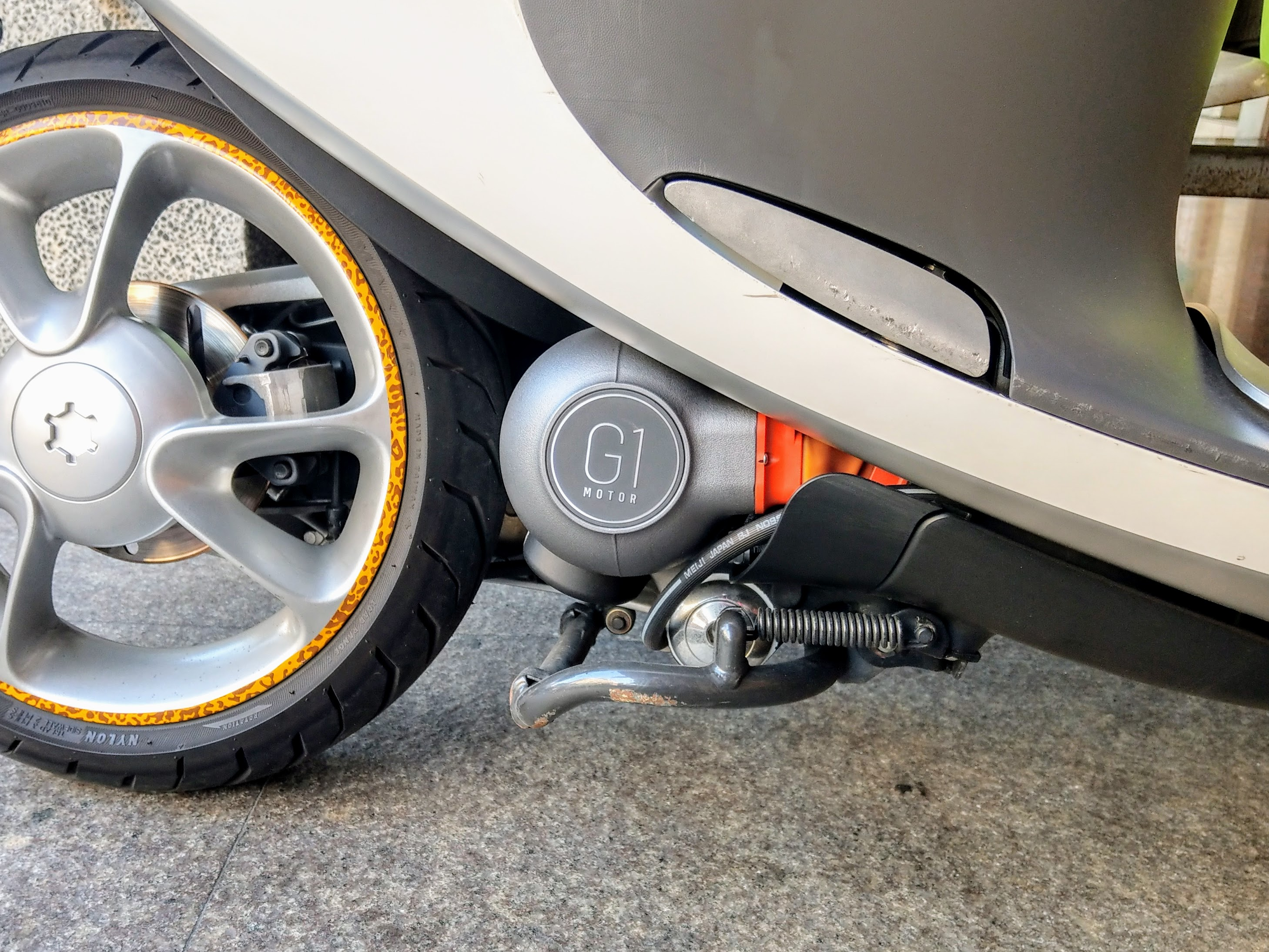
現行G1馬達之外觀

Gogoro 1 Series
Gogoro 1 Series於CES 2015展會上首次亮相，產品定位嘗試擺脫大眾對於電動機車過往的負面印象，因開發過程中的不確定，開發團隊決定將其使用情境設定於「1.5人」，能夠應付短程的雙載需求。
Gogoro 1 Series採用自家設計、生產的G1鋁合金水冷式永磁同步馬達，配合MOSFET水冷馬達控制器。規格方面能在3250 rpm時達到最大功率6400W，最大扭力在0~2250 rpm時達到25 Nm。Gogoro 1 Series可在4.2秒內從靜止加速至50 kph，極速可達95 kph，並可在定速40 kph達到100公里的續航力。
Gogoro 1 Series採用AeroFrame一體成形鋁合金車架，並使用DOW Chemical 航太結構膠結合其餘結構件。Saferide線傳電子油門、Regen電能回充煞車、前後碟煞設計、SmartBrite頭燈和專利設計多爪式鋁合金輪圈。
2023年11月2日，1 Series 正式停止對外銷售。
S Performance
2016年10月，S Performance產品線的首位成員問世，稱為Gogoro S。2018年5月29日，配合Gogoro S2上市，將Gogoro S更名為Gogoro S1。
Gogoro 2 Series
Gogoro 2 Series於2017年5月25日發表，搭載iQ System 4.0，車輛搭載30個感測器。在Gogoro 2 Seires推出後將停產Gogoro Lite，由2 Series擔任入門車型。Gogoro 2 Series一改特规做法，採用大量汽油機車規格的零件，使用者能在傳統機車行更換部分耗件，亦有第三方廠商推出適用的改裝零件，這樣的妥協換取了通用性與方便個性化。
Gogoro 2 Series的動力性能，0–50 km/h加速需時4.3秒，單次換電續航可達110公里（定速40 km/h）或150公里（定速30 km/h），並且搭載同步煞車系統（Synchronized Braking System，SBS）。
Gogoro 3 Series
Gogoro 3 Series於2019年5月8日發表，是Gogoro首次推出於車前採用置物空間之車款；並且加長的軸距，使其置物空間較Gogoro 2 Series更大上許多。另外衍伸車款Gogoro S3車系，也是目前Gogoro齊下於車體剛性，在鋼管主體中最穩固的結構，並在Gogoro S3發表會過後，Gogoro測試團隊參加在2020年6月28日由台灣騎士發展協會舉辦，於台南安定賽車場之電動機車統規賽，並在首次參賽就立即獲得冠軍的殊榮。然而此車款因外型獨特，市場反應不佳的情況下，整個Gogoro 3 Series已於2021年陸續將各車系下架，並於2022年初最後的S3也黯然停止銷售。
Gogoro VIVA
Gogoro VIVA是VIVA產品線的第一款產品，於2019年9月26日發表，是Gogoro首次發表綠牌規格的電動機車，使用的馬達種類是 GH1 整合式鋁合金輪轂電力馬達，續航力在使用21700電池時可達85公里。
Gogoro VIVA MIX
VIVA MIX於2021年2月23日發表，是Gogoro在3 Series後回歸消費者需求，重新針對市區125c.c.同等級距開發的平價智慧電動機車，使用10寸胎的巧量級規格，首度運用FLO DRIVE™ 皮帶傳動系統，使用的馬達種類是 G2.2L 鋁合金水冷永磁同步馬達。採用STYLO沙發座椅，個性化配件等。
Gogoro VIVA XL
XL於2021年7月14日發表的加長版，有6.4kW G2.2L鋁合金水冷永磁同步馬達、全新 FLO DRIVE™ 皮帶傳動系統、12吋輪圈、75公分座高、26公分長腳踏空間、26.5公升置物空間，81公分坐墊。
Gogoro SuperSport
2022年3月16日發表，更換採用獨家SS智駕電控核心（採用新製程，晶片效能提升208%），並開始提供TCS（TCS Pro將於後續以線上更新方式推送）及4G遠端聯網服務（舊款可選），使用全新FLO DRIVE™ Sport運動化皮帶傳動系統。
Gogoro Delight
2022年7月14日，發表經過女性為主的團隊精心重構的Gogoro Delight，雖沿襲2 delight的名稱，此系列是全新研發的都會女子車款，輕力設計與改善了最低坐高，加入安全防護、儀式燈效等，並配搭發表一系列針對女用需求的特別選購品。
Gogoro CrossOver
2023年10月24日發表，打造第一款「二輪跨界休旅」，主打生活與休閒的實用機能。Gogoro CrossOver 從外觀到配備均採用嶄新設計，具備全地形車架、四階段寬敞空間、可變座椅、26 個外掛鎖點、高達 7.6 kW 動力、TCS 循跡防滑系統、定速巡航等特色，更首度推出逾百款車色組合的客製化體驗。
Gogoro JEGO
2024年2月29日，採用嶄新外觀與車架設計，以及全新輕保養勁速馬達，挑戰綠牌最速 68 km/h，是Gogoro第二款發表綠牌規格的電動機車，續航力可高達 119 公里。
Gogoro Pulse
2024年4月2日，Gogoro Pulse跳脫以往造型，採全新設計架構，並擁有新一代Hyper Drive動力系統，輸出功率為9.0kW從靜止加速至時速50公里只要3.05秒，搭載全新設計數位矩陣式頭燈及10.25吋大尺寸的觸控儀表板，可顯示車輛狀態及導航。

### iQ System
Gogoro Smartscooter全車有80個感應器，結合iQ System智慧系統作為控制軟體，可紀錄騎乘狀況、進行車況分析、監測全車電力輸出情況、記錄錯誤碼、智慧調整動力輸出曲線、透過藍芽連接手機、個性化設計等功能，可選配氣壓偵測器、行車記錄器。2022年起，新款iQ System主機並開始提供LTE甚至是TCS動態控制功能。2023年11月8日Gogoro成為全球第一個支援Apple數位鑰匙的二輪品牌。

### Gogoro Network
Gogoro能源網路（Gogoro Network，前名Gogoro Energy Network）由英屬開曼群島商睿能新動力股份有限公司營運，是一套由Gogoro App、Gogoro智慧電池、GoStation電池交換站、GoCharger智慧電池快充座、GoCharger Mobile隨車電池充電器所組成的能源網路，管理旗下所有設備運作狀況。Gogoro Network既為英屬開曼群島商睿能新動力股份有限公司的英文名，也是Gogoro能源網路的英文名稱。

#### Gogoro應用程式
Gogoro提供Android、iOS、watchOS作業系統使用的Gogoro App，Gogoro Network App等等，提供車主設定、查看、變更、預約、尋找電池交換站等多種功能，並與Gogoro iQ System中控系統聯動。

#### Gogoro Smart Battery

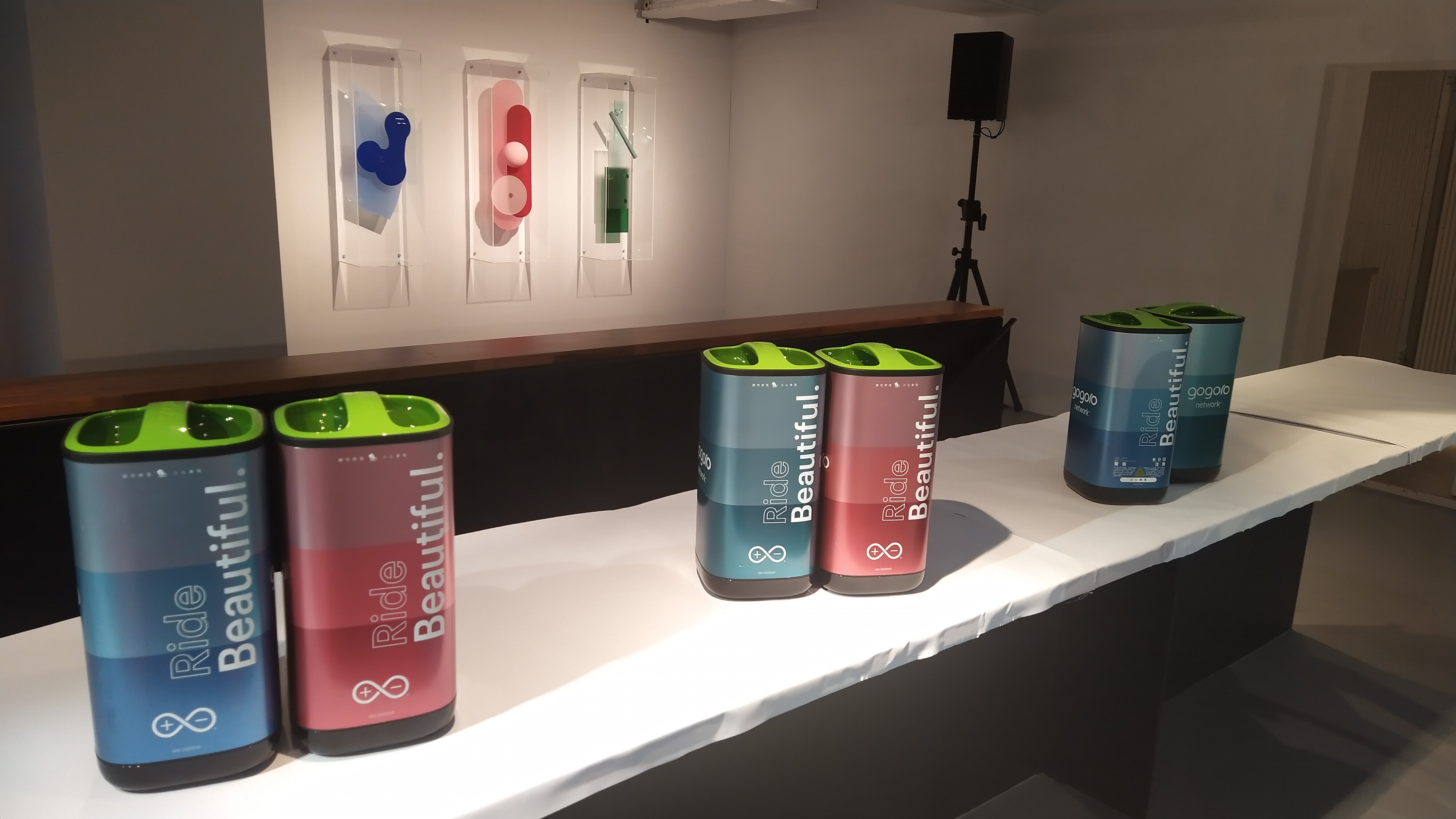
Gogoro於Essence In Motion活動展示的特別款智慧電池

Gogoro智慧電池模組由頂部綠色提把、30個感應器、電腦系統、21700鋰離子電池、NFC模組及BMS系統組成，單個重量約9公斤，必須成對使用。

#### GoStation

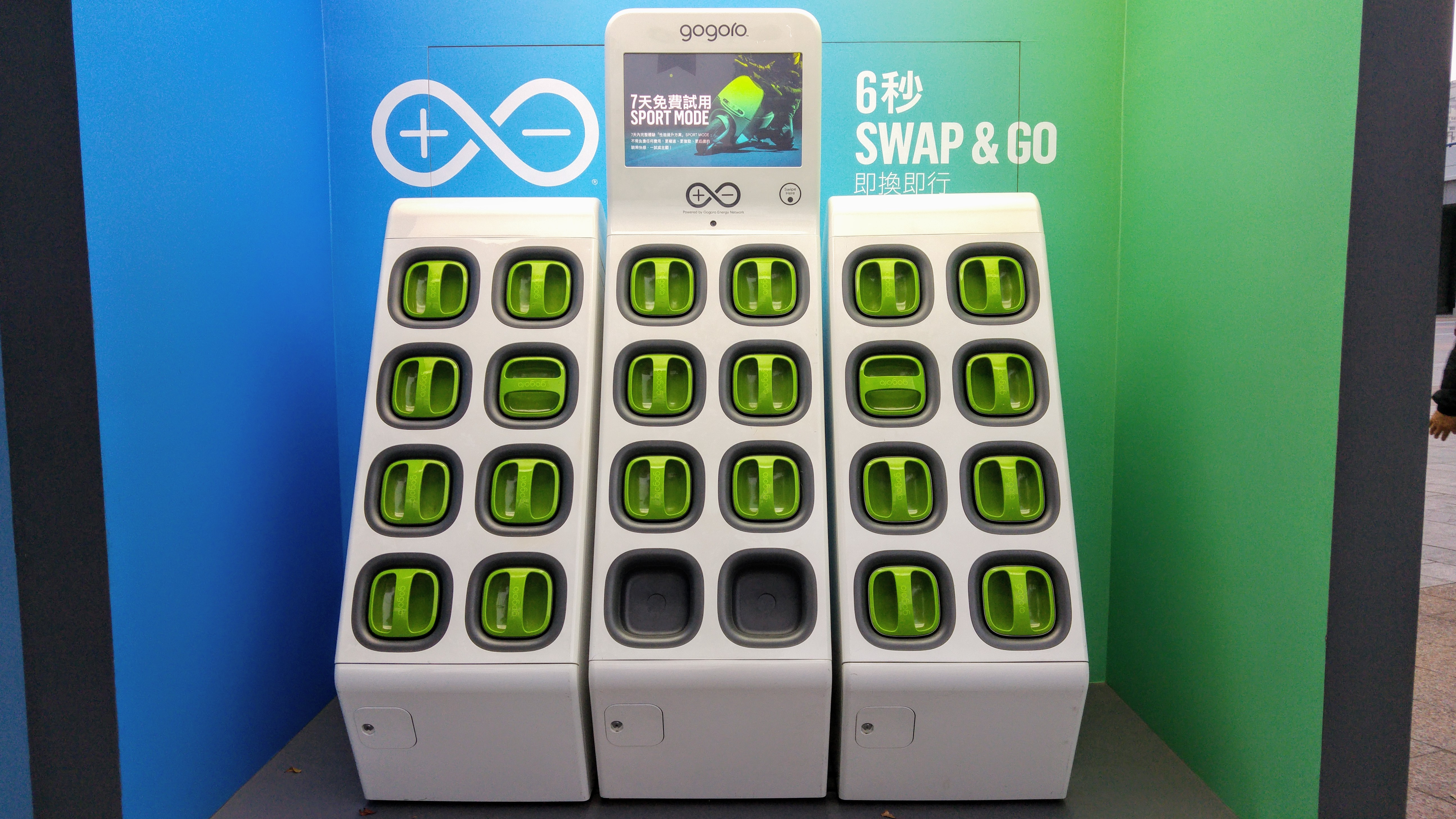
GoStation機台，為Gogoro Energy Network中的重要成員，是Gogoro與顧客的主要接觸地點

GoStation是由Gogoro Energy Network部屬的電池交換站，單座機台有8個智慧電池插槽，包括電池插槽、電池插槽部黑色面板、機台下部白色面板、螢幕、機台本體在內都採用模組化設計，擁有快速維修及更換方便的特點。最多支援1母機（有螢幕、鏡頭及Swipe Here感應圈）4子機（無螢幕）的連接方式，在地點許可處可24小時全天提供電池交換。

#### GoCharger
2015年6月25日，Gogoro獨特的換電式設計引發許多質疑及負面評論，因而發表聲明承諾將會開發家用充電設備。Gogoro於CES 2016發佈GoCharger租借服務，使Gogoro Enegry Network成為充、換電並行的系統，並於同年8月開放商家申請設置為GoCharger快速充電站，未開放消費者購買使用。2017年初，為彌補台灣南部市場能源補給困難的問題，開放特定地區使用者租借GoCharger（型號GC11）及GoCharger Plus（型號GC12）智慧電池充電座。
2017年5月，Gogoro將GoCharger站點從地圖上移除，確認在其階段性任務達成後，將不再與合作夥伴續約。2018年8月10日，Gogoro宣布發售GoCharger整新品，發售則為買斷制，並更名為GoCharger標準座及GoCharger快充座。
2018年3月30日，Gogoro發表GoCharger Mobile，適用車型為Gogoro 2 Series。

### GoShare共享電車
GoShare是Gogoro推出的電動機車共享服務平台，採24小時隨訂隨還的租借服務。2016年8月3日，Gogoro與德國博世集團旗下子公司Coup合作，在柏林推出COUP共享服務平台，提供以Gogoro Smartscooter為主的租賃服務。2017年8月17日，與德國博世集團子公司Coup合作在巴黎啟動Gogoro智慧雙輪共享服務。同年9月29日，與日本住友商事集團合作，推出「GoShare智慧雙輪共享服務」。
2019年7月5日正式宣佈成立GoShare品牌，並於同年8月在台灣營運。2019年11月26日，德國博世集團子公司Coup宣布結束歐洲多地機車共享服務，所擁有之Gogoro封存。

### PBGN聯盟
PBGN（Powered By Gogoro Network）電動機車換電聯盟旨在統一電池規格，加強使用者的便利性，目前有Yamaha、宏佳騰、PGO、台鈴機車與中華汽車等品牌的旗下電動機車加入此聯盟。

## 爭議或相關事件

### 車輛價格高昂
Gogoro初始的定價12.8萬元，比台灣主流的125cc燃油機車（約5至8萬元）價格高昂，在網路上引發許多認為售價太貴的討論。中央研究院院士朱敬一認為「能夠花12.8萬買機車的年輕人，恐怕已經具有標籤意義，這在超過六成年輕人月薪不到3萬的情況下，尤其如此」。Gogoro負責人陸學森接受雜誌專訪時，認為「臺灣每個人都在比價錢，但不在乎品質，買到的產品都是爛的，從長期來看反而花更多成本，這是臺灣產業不幸的輪迴」。

### 政府圖利問題
2015年7月20日，行政院環境保護署公告修正《淘汰二行程機車及新購電動二輪車補助辦法》，其中著重補助普通重型電動機車，由於Gogoro是當時臺灣唯一符合普通重型電動機車的車種，加上公告修正日趕在Gogoro交貨日前，引發刻意圖利Gogoro的疑慮。
Gogoro是在台灣製造的本土品牌，卻在英屬開曼群島註冊公司，引來逃漏稅的質疑。Gogoro行銷副總彭明義在今周刊對此說明表示：「2011年公司成立之際，礙於政府投資法規明定，技術持股不能超過5％。但當年陸學森接受潤泰集團總裁尹衍樑投資時，就表明希望能有50％的技術持股，未來能分給所有的Gogoro員工，所以最後才選擇在開曼註冊公司。另一個考量則是關稅，因為台灣與東南亞國家並沒有簽訂關稅協定，如果從台灣出口到東南亞國家，必須被課稅，考量價格競爭力下，才選擇可以減免稅率的開曼。針對台灣政府是否能課Gogoro的稅，彭明義指出，公司的原料、製造生產、員工都在台灣，台灣政府都可以課稅，即使是註冊在開曼的公司，未來Gogoro要是出口外銷其他國家，台灣政府也都能課稅。」

### 開放換電系統爭議
行政院經濟部工業局於2018年1月宣佈投入40億元經費建置3,310座電動機車充換電站，其中佔九成的換電站將以Gogoro的電池交換站規格作為公版，引發是否有圖利廠商疑慮的議論。工業局回應指出：「起初選用Gogoro作為標準是因為數十家機車廠商中，僅有Gogoro提出完整的可用方案」。兩個星期之後，因與眾多機車業者毫無回應，或持反對聲音而呈現僵局導致毫無進展。光陽工業宣稱不會採用Gogoro的規格，並會推出自家標準來邀請政府機關重新審視，且表示：「若電動機車是用來取代傳統機車，那麼標準則應目前台灣機車市場近四成佔有率的廠商才最有資格制定」，因此自行研製「ionex」品牌。Gogoro於同月31日發布Gogoro 2 Deluxe時，一同表示「任何採用Gogoro電控系統之電動機車」，將能以免專利權利金的方式使用Gogoro電池與其能源交換系統。

### 起訴前員工
Gogoro馬達工程師林松慶曾主持動力系統研發，後於2019年6月向陸學森提出離職後創業，他受採訪時批評Gogoro內部諸多問題，PBGN的授權模式等，他稱離職就是因為待在Gogoro對不起消費者，公司已經呈現一言堂，只重視外觀行銷，也沒有要分享利潤促進產業技術的意思。Gogoro反擊稱，一切均為子虛烏有的評論，將會提出誹謗告訴，並針對8名前員工與越南方面摩托車業者合作，聲稱機密被竊取且有挖角行為，對林等人提出侵權告訴，湛積公司遭警方約談。林松慶曾試圖和解，他也爆料前十大創業元老多數已經離職，他說的人心問題並沒有憑空捏造，但雙方仍對簿公堂。

### 車輛行駛突發斷電
2018年4月開始，有車主回報其在行駛過程中意外斷電，使車輛無預警失去動力，其儀表板顯示驚嘆號三角形後進入全黑。Gogoro智慧電池將錯誤資訊回報雲端，說明發現少量電池出現電池連接器訊號不穩的錯誤碼，鎖定這些電池從Gogoro Network中回收以進行更換。
2018年5月26日，Gogoro開始回收異常電池。5月29日，Gogoro資深行銷總監陳彥揚接受採訪說明，斷電事件是由電池連接器訊號異常導致，約有200至300顆Gogoro智慧電池異常。由於電池散佈於各GoStation、Gogoro Smartscooter當中，需要大約2周時間才能將異常電池回收檢測。
2018年6月8日，Gogoro內部調查結果顯示，連接器訊號異常的電池，其連接器多半受損，造成車輛電池連接器冠簧變異。Gogoro隨即公布「Gogoro免費車輛端電池連結器自主性召回改正服務」，此為Gogoro 1系列第一次召回、Gogoro 2系列第二次召回，將為車輛電池連接器免費安裝微型彈簧，強化訊號傳輸，並對車輛電池連接器提供終身保固。
2023年11月，又開始爆發大電池供電異常，即車主間俗稱的「電池瘟疫」，有不少車主行駛過程中斷電或耗電速度異常，甚至導致追撞或自摔意外，而Gogoro處理與補償方案仍未完全平息風波。

## 注脚
1. ↑  CES 2015上發表時，並無「Series 系列」之分，為因應2017年5月發表的Gogoro 2 Series，為原產品加上系列以利區分。

## 外部連結
- （繁體中文）Gogoro官方網站（页面存档备份，存于）
- （繁體中文）Gogoro網路商店（页面存档备份，存于）
- （繁體中文）Gogoro 台灣官方網站 （页面存档备份，存于）
- 睿能數位服務股份有限公司—台灣公司資料 （页面存档备份，存于）
- （繁體中文）Gogoro官方的Facebook專頁（页面存档备份，存于）
- （繁體中文）Gogoro官方的Instagram帳戶（页面存档备份，存于）
- （繁體中文）YouTube上的Gogoro Taiwan頻道

25°02′32.6″N 121°21′44.4″E / 25.042389°N 121.362333°E